# Alma (Nebraska)
Pour les articles homonymes, voir Alma.
La ville d’Alma est le siège du comté de Harlan, dans l’État de Nebraska, aux États-Unis. Elle comptait 1 214 habitants lors du recensement de 2000.